# 南福克 (加利福尼亞州門多西諾縣)
南福克（英語：South Fork）是位於美國加利福尼亞州門多西諾縣的一個非建制地區。該地的面積和人口皆未知。

## 地理
南福克的座標為39°25′34″N 123°43′38″W / 39.42611°N 123.72722°W，而該地的平均海拔高度為14米（即46英尺）。